# Argyrosauridae
Los argirosáuridos (Argyrosauridae) son una familia de dinosaurios sauropodos titanosauriano que vivió entre 99 y 93 millones de años en lo que es hoy Sudamérica y África. El grupo fue recuperado como monofiletico, incluyendo al género tipo Argyrosaurus de Argentina y Paralititan de Egipto.